# Pokémon Picross
Pokémon Picross (ポケモンピクロス, Pocket Monsters Pikurosu) é um jogo eletrônico de quebra-cabeça freemium apresentando personagens Pokémon desenvolvidos pela Jupiter Corporation e publicados pela Nintendo e The Pokémon Company para o Nintendo 3DS. O título faz parte da série de nonogramas "Picross" que usa quebra-cabeças de grade baseados em números para revelar imagens. Foi lançado como um título para download na Nintendo 3DS eShop mundial em dezembro de 2015.

## Jogabilidade
Pokémon Picross segue o formato típico de quebra-cabeças de nonograma, nos quais os jogadores devem usar números representados em uma grade para determinar quais seções preencher e não preencher. Neste jogo, uma reviravolta é adicionada em que, quando um quebra-cabeça é concluído, os jogadores são recompensado com um Pokémon baseado no quebra-cabeça que eles resolveram. Esses Pokémon podem ser definidos antes de iniciar um quebra-cabeça e podem utilizar várias habilidades com base em seu tipo. Por exemplo, Pokémon do tipo elétrico podem diminuir o cronômetro dos níveis, enquanto os tipos de fogo podem preencher automaticamente certas áreas da grade em um padrão de forma cruzada. Cada Pokémon tem um período de espera após sua habilidade ser usada, e sua habilidade pode ser limitada a grades abaixo de um certo tamanho, em qualquer lugar de 10x10 a 20x15 (o menor e o maior tamanho de quebra-cabeça Pokémon, respectivamente).
Os elementos gratuitos do jogo giram em torno de itens conhecidos como Picrites, que são necessários para realizar várias ações, como desbloquear novas áreas, aumentar o número de Pokémon que podem ser configurados, abrir os estágios Mega Evolução e Alt World e restaurar instantaneamente o medidor de energia (o último é reabastecido com o tempo). Além de comprá-los com dinheiro real, os jogadores podem obter Picrites eliminando certos objetivos em cada fase (como usar um determinado Pokémon ou vencer a fase dentro de um determinado limite de tempo), jogando o Desafio Diário (que desafia os jogadores a eliminar vários menores quebra-cabeças em rápida sucessão), e desbloqueando certas conquistas enquanto jogam. Apagar certos objetivos do estágio também desbloqueia os blocos murais, que contêm quebra-cabeças Picross individuais como parte de um quebra-cabeça mural maior. O jogo também possui um limite de gastos em que, se o jogador gastar uma certa quantia em Picrites, ele poderá receber Picrites adicionais gratuitamente.

## Desenvolvimento
Pokémon Picross foi anunciado pela primeira vez em 12 de novembro de 2015, uma transmissão do Nintendo Direct, com uma data de lançamento mundial marcada para o mês seguinte. O desenvolvedor do título, Jupiter Corporation, planejou originalmente lançar um jogo chamado Pokémon Picross no Game Boy Color 16 anos antes. Embora as prévias tenham aparecido em revistas de jogos japonesas na primavera de 1999, essa versão foi finalmente cancelada. Em setembro de 2020, uma versão jogável da iteração original do Game Boy foi descoberta no Nintendo "Gigaleak 3" junto com outros dados e jogos não lançados.